# Von der Heydt-Museum
Von der Heydt-Museum (Muzeum Von der Heydta) to galeria sztuki znajdująca się w Wuppertalu, w dzielnicy Elberfeld. Posiada cenną kolekcję malarstwa niemieckiego i francuskiego z XIX i XX w.

## Historia
Początki Von der Heydt-Museum sięgają roku 1902, kiedy to w budynku byłego ratusza w Elberfeld powołano do życia Muzeum Miejskie (Stadtisches Muzeum Elberfeld). W 1929 roku miasto Elberfeld zostało połączone z kilkoma sąsiednimi miastami tworząc miasto Wuppertal. Muzeum miejskie posiada dziś jedną z najbogatszych kolekcji w Niemczech, co zawdzięcza zaangażowaniu obywateli miasta. Jako darczyńcy i mecenasi placówki szczególnie zasłużyli się: bankier August von der Heydt (1851–1929) i jego syn Eduard von der Heydt (1882–1964). W uznaniu ich wkładu w rozwój muzeum nadano mu w 1961 roku nazwę Von der Heydt-Museum. Do zbudowania kolekcji wydatnie przyczyniło się też powołanie przez miejscowych miłośników sztuki stowarzyszenia Barmer Kunstverein, które zakupiło szereg dzieł, przekazując je następnie na rzecz muzeum. Dzięki tym działaniom, trwającym od ponad stu lat, muzeum doczekało się imponującej kolekcji dzieł sztuki, o zakresie czasowym począwszy od XVI wieku aż do czasów współczesnych. Pomimo ogromnych strat zadanych muzeum w czasach nazizmu, może ono poszczycić się dziś zbiorem około 3 000 obrazów, 400 rzeźb i około 30 000 prac wykonanych na papierze. Na uwagę zasługuje kolekcja XVII-wiecznego malarstwa holenderskiego, malarstwo i grafika z XIX wieku, w tym obrazy reprezentujące malarstwo francuskie: szkołę z Barbizon i impresjonizm. Reprezentowana jest też sztuka XX wieku, w szczególności dzieła ekspresjonizmu. W skład muzeum wchodzi położona w dzielnicy Wuppertal-Barmen galeria Von der Heydt-Kunsthalle, w której eksponowane są dzieła sztuki współczesnej. Przy muzeum funkcjonuje również biblioteka mająca w swych zbiorach ponad 100 000 książek poświęconych sztuce, co czyni ją największą tego typu biblioteką w regionie Bergische Land. Biblioteka udostępnia swoje zbiory zarówno zwiedzającym muzeum jak i studentom oraz pracownikom naukowym. Jej zasoby obejmują, oprócz książek, także CD-ROM-y, filmy, czasopisma oraz te wydawnictwa i materiały specjalistyczne, które nie są dostępne w księgarniach.

## Kolekcja
Von der Heydt-Museum posiada w swych zbiorach znane na całym świecie dzieła malarstwa holenderskiego (Jan van Goyen, Caspar Netscher, Frans Hals, Vincent van Gogh), flamandzkiego (Joos de Momper II), francuskiego (między innymi Claude Monet, Auguste Renoir, Pierre Bonnard, Alfred Sisley) i niemieckiego (Franz Marc, Ernst Ludwig Kirchner, Otto Dix), poza tym prace Pabla Picassa i Francisa Bacona.
Kolekcję malarstwa uzupełniają zbiory grafiki. Wiek XVIII reprezentują grafiki Williama Hogartha i Daniela Chodowieckego. Wiek XIX to 41 rysunków Hansa von Maréesa oraz rysunki, pastele i akwarele między innymi: Edgara Degas, Paula Cézanne'a, Claude'a Moneta i Georges'a Seurata. Ekspresjonizm reprezentują grafiki między innymi: Ernsta Ludwiga Kirchnera, Ericha Heckela, Karla Schmidt-Rottluffa i Adolfa Erbslöha, a inne gatunki sztuki współczesnej prace Oskara Schlemmera, Paula Klee (akwarele), Pabla Picassa, Lovisa Corintha i Maxa Beckmanna.

## Galeria

### Malarstwo holenderskie i flamandzkie XVII wieku

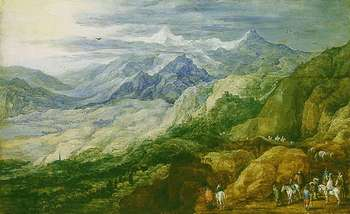
Joos de Momper II, Pejzaż wysokogórski, rok nieznany
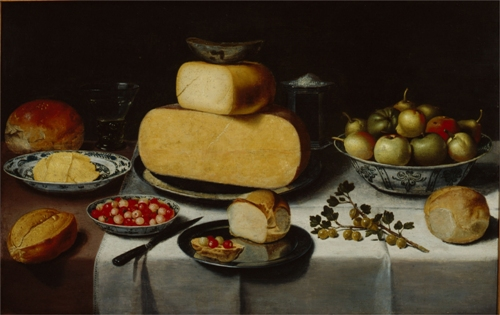
Floris van Schooten, Martwa natura ze śniadaniem, rok nieznany
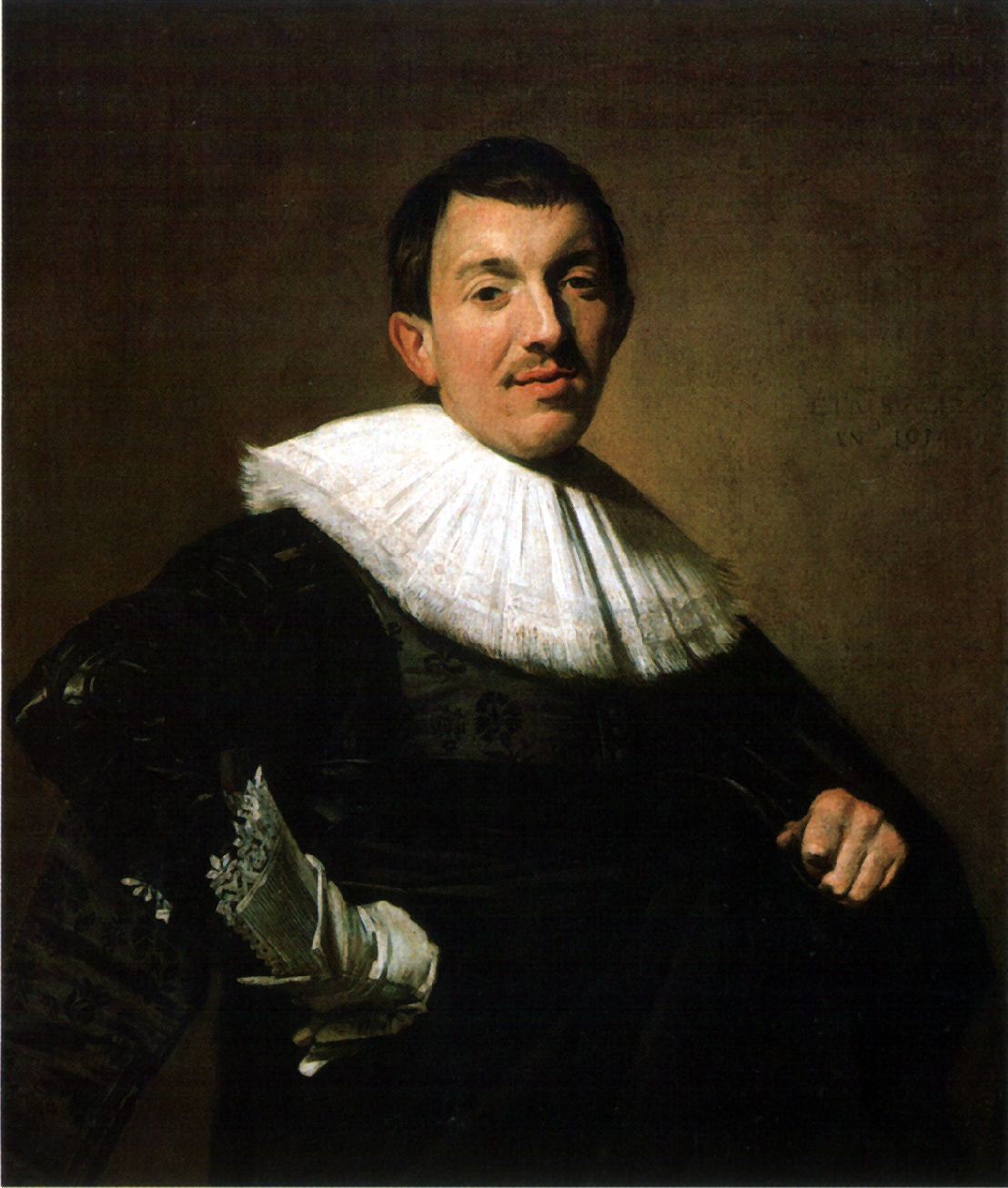
Frans Hals, Portret nieznanego mężczyzny, 1634
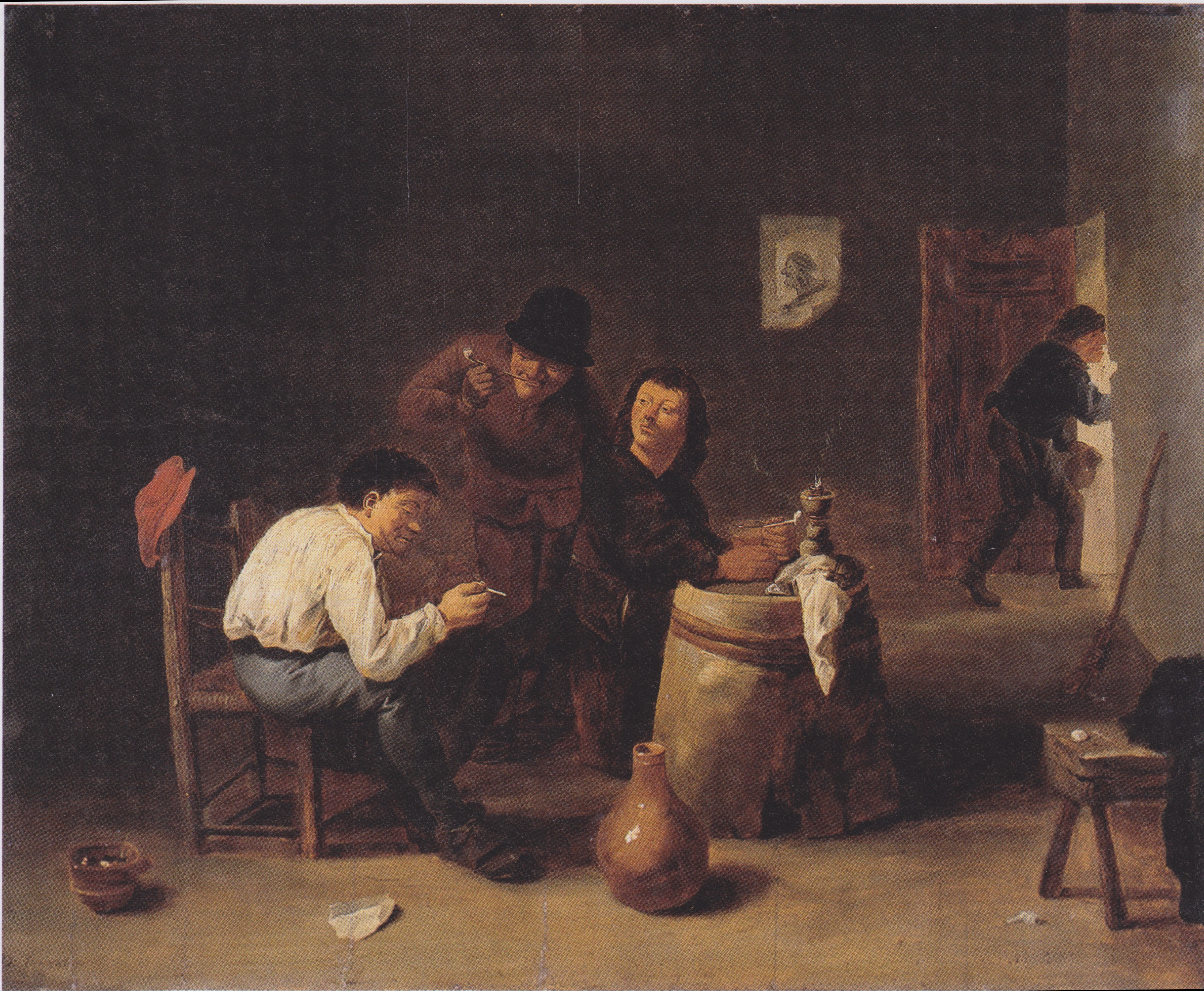
David Teniers (młodszy), Scena w karczmie, 1634
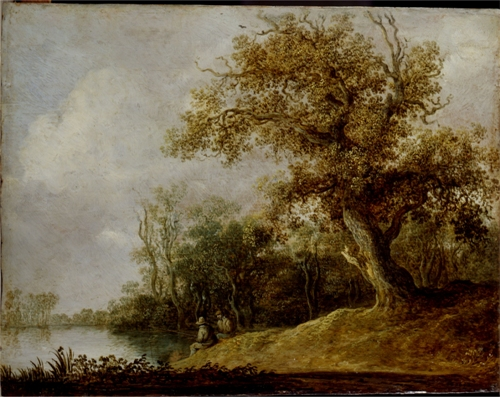
Jan van Goyen, Staw w lesie, 1642

### Impresjonizmipostimpresjonizm

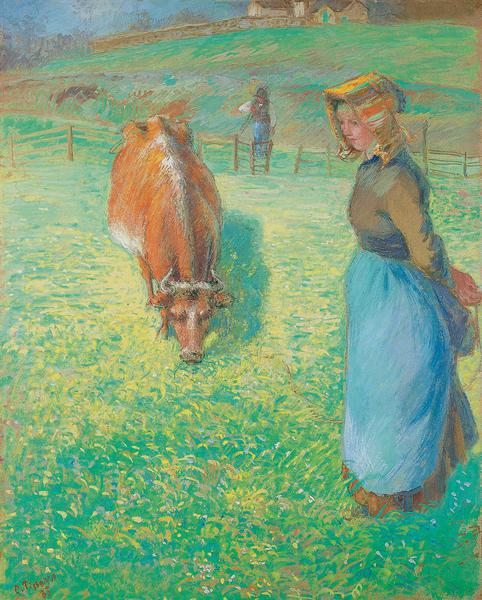
Camille Pissarro, Chłopka pilnująca krowy, 1883
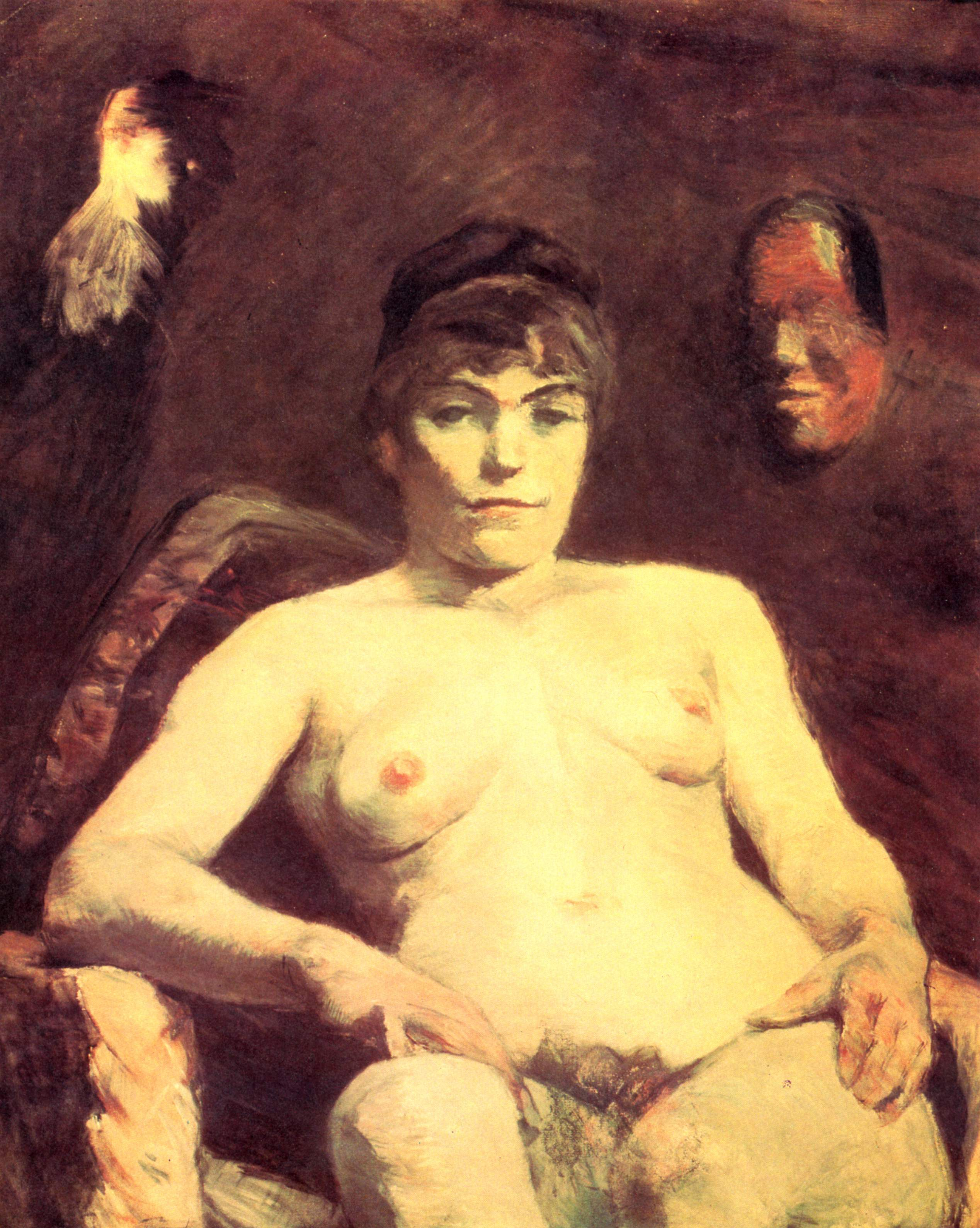
Henri de Toulouse-Lautrec, Gruba Maria albo Wenus z Montmartre, 1884
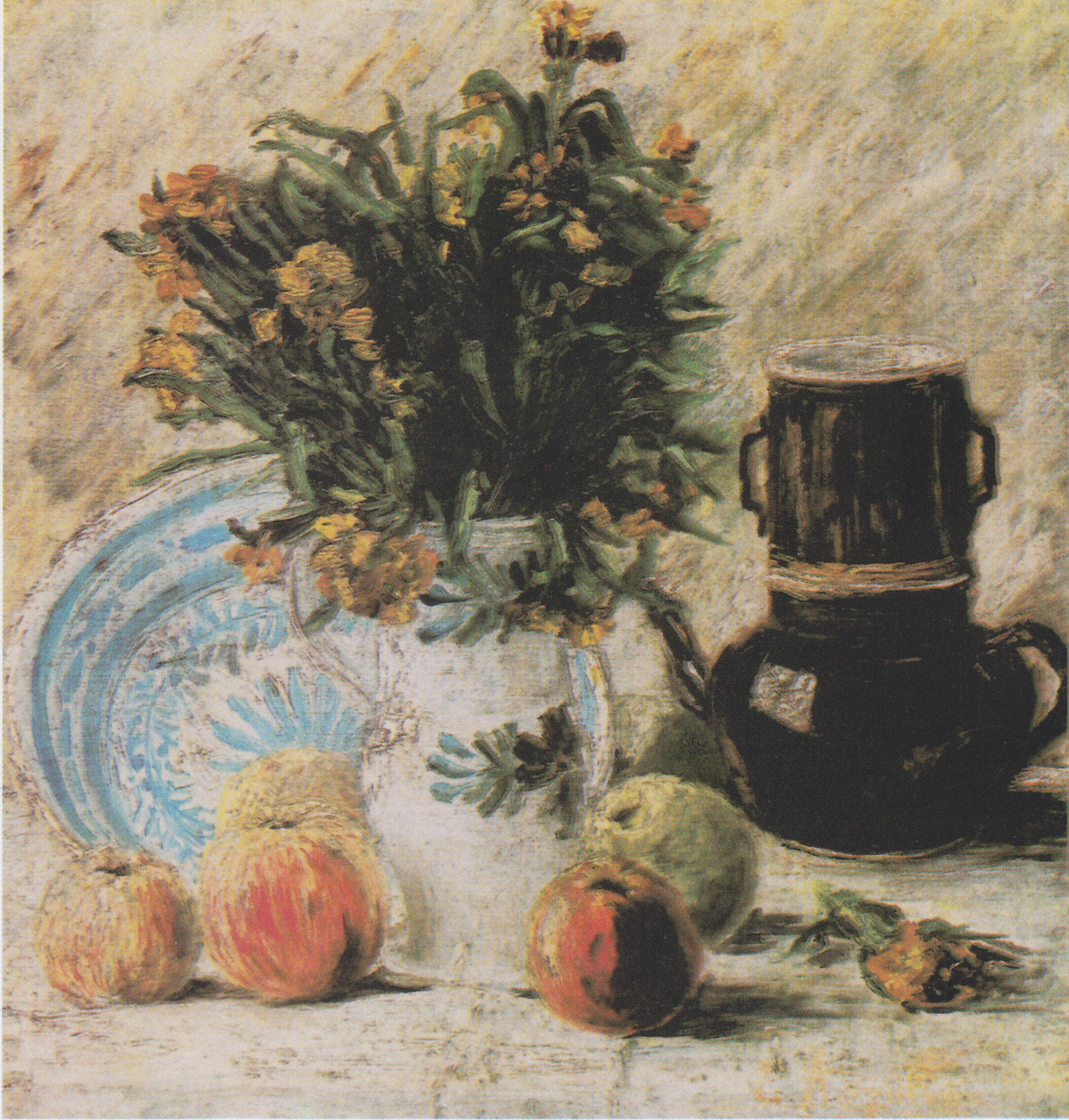
Vincent van Gogh, Wazon z kwiatami, dzbankiem do kawy i owocami, 1887
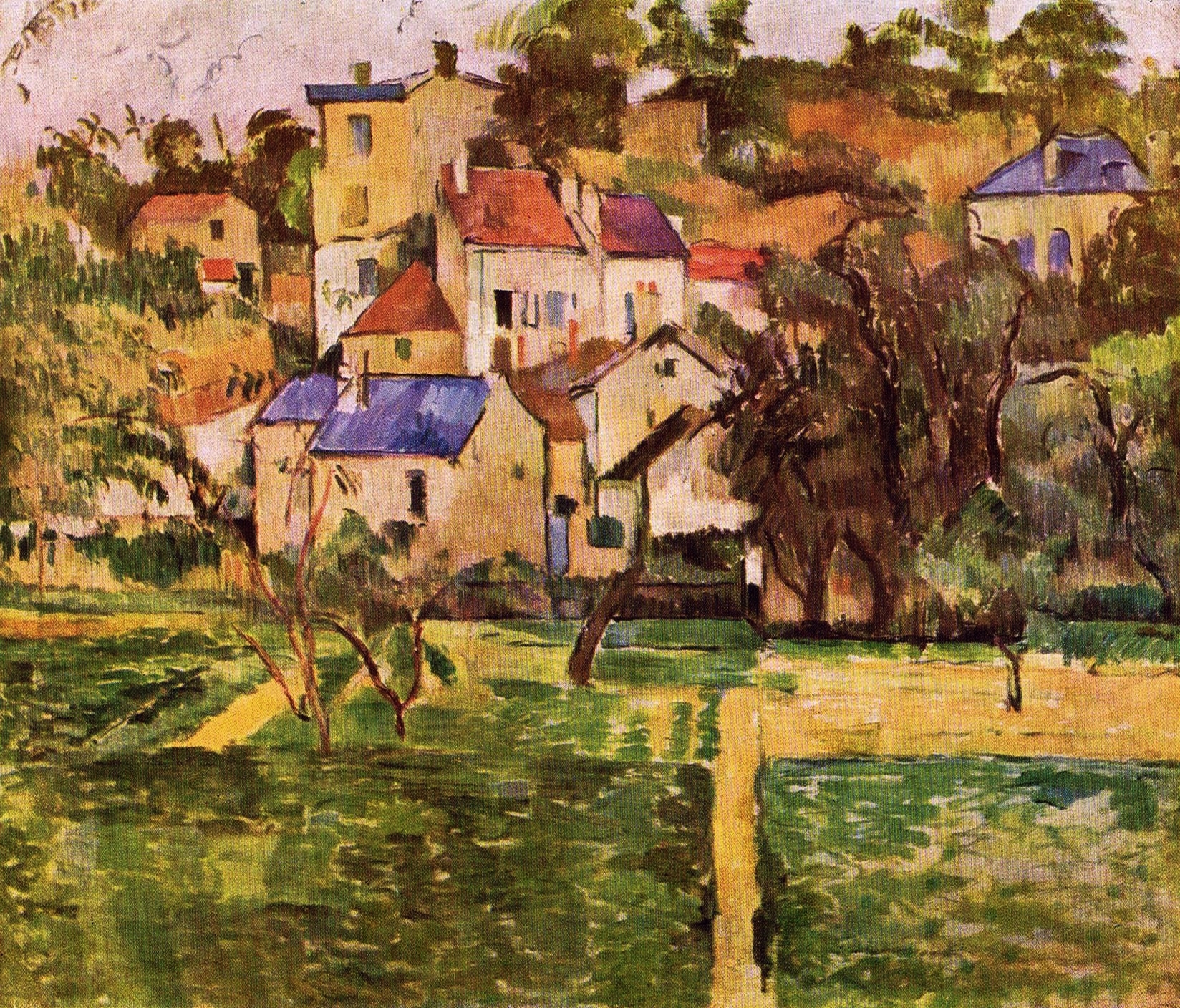
Paul Cézanne, Pustelnia w Pontoise, rok nieznany
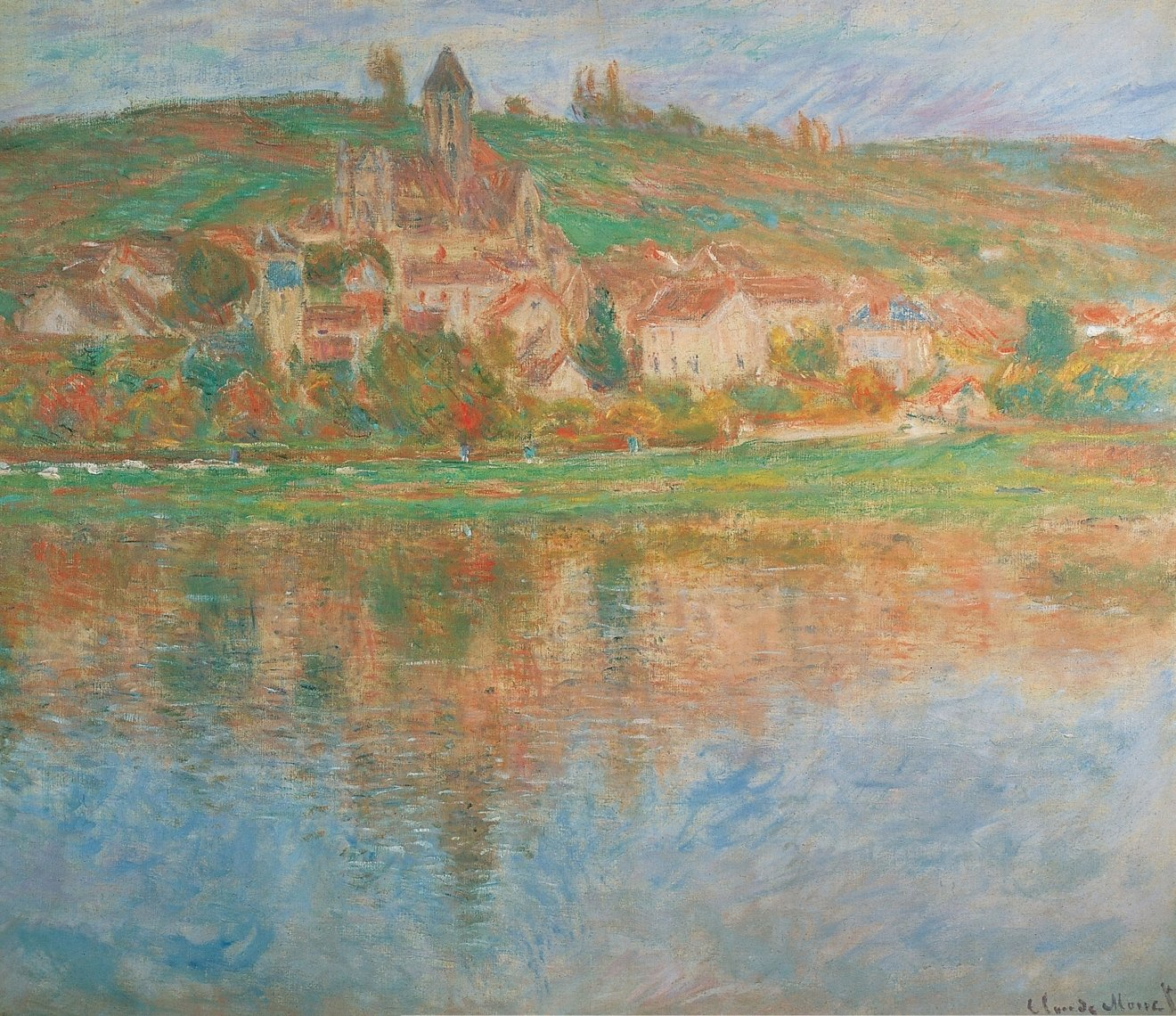
Claude Monet, Vétheuil, 1901
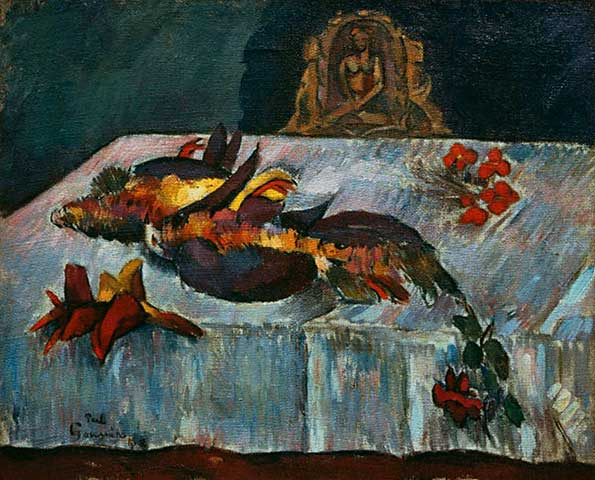
Paul Gauguin, Martwa natura z egzotycznymi ptakami, 1902

### Futuryzm,Ekspresjonizm,Nowa Rzeczowość

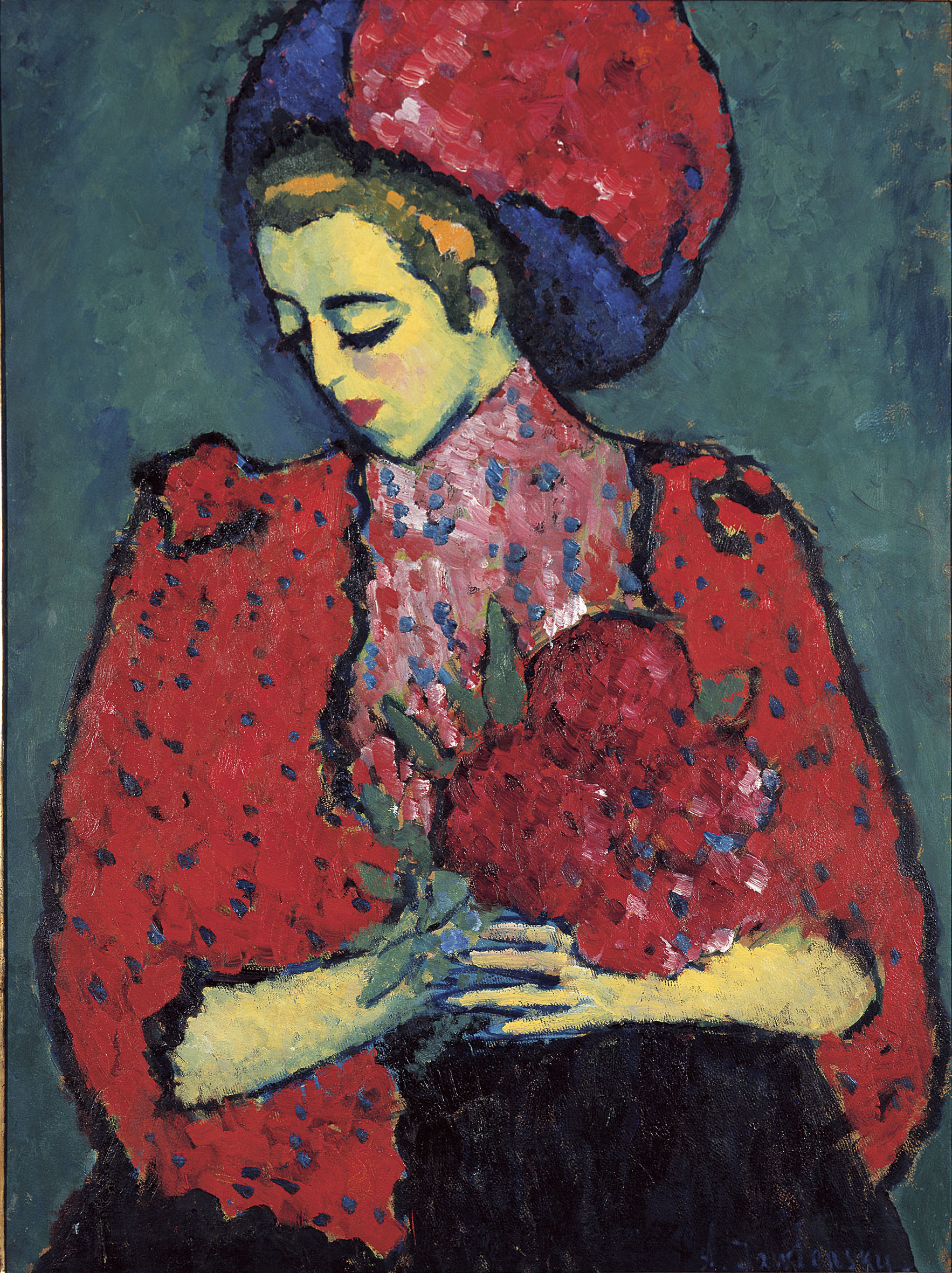
Aleksiej Jawlensky, Młoda kobieta z peoniami, 1909
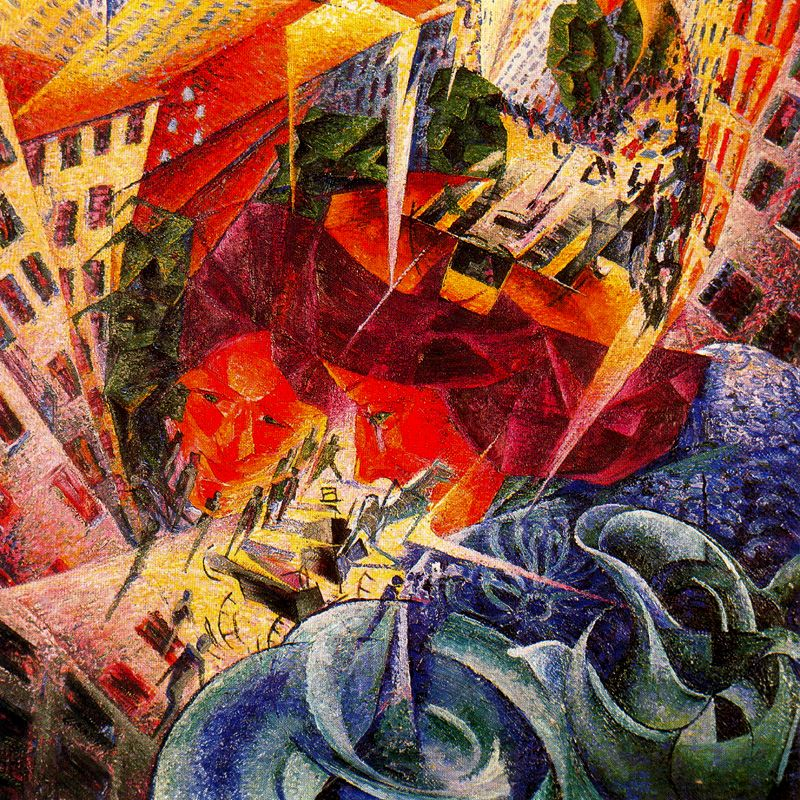
Umberto Boccioni, Wizje symultaniczne, 1911
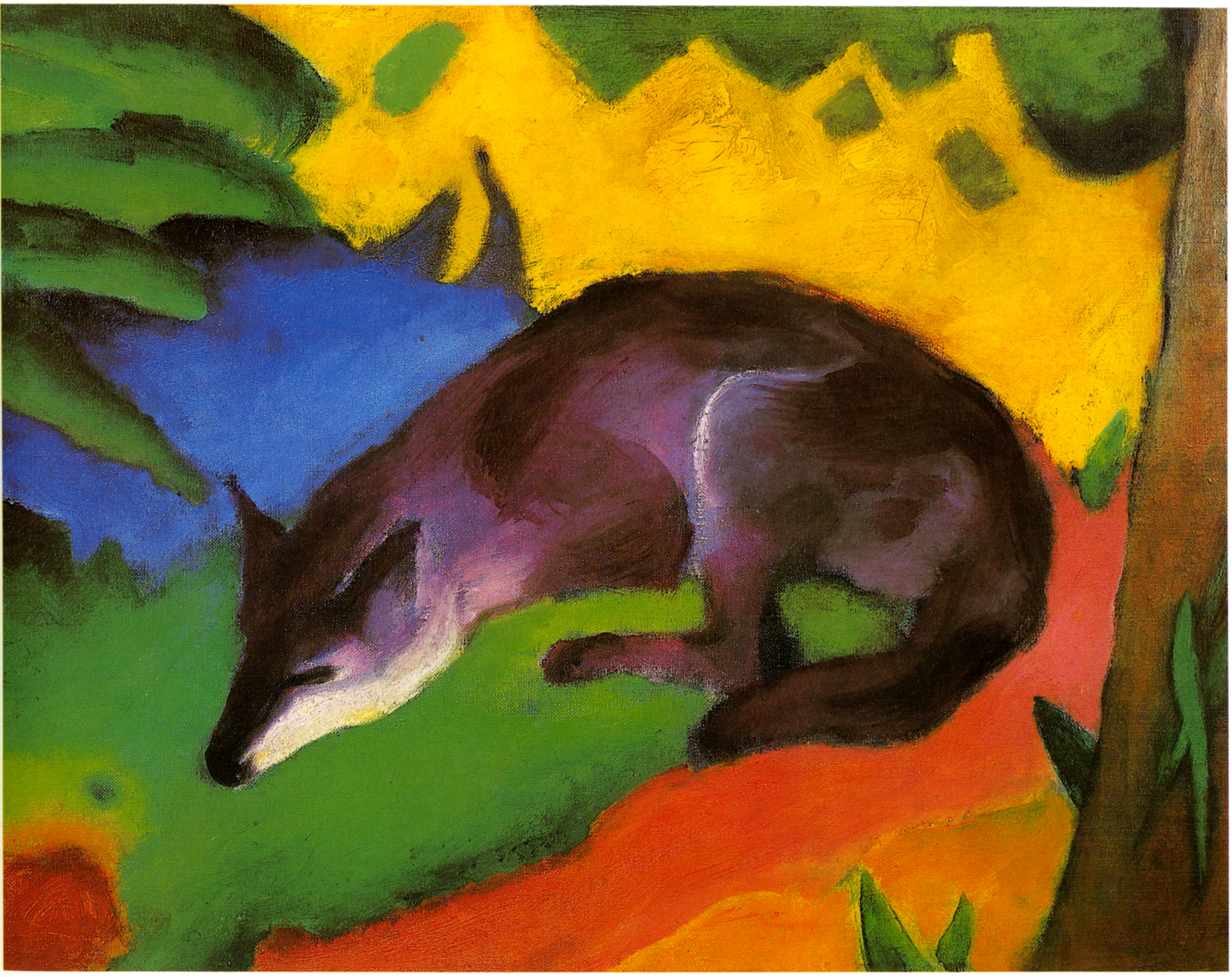
Franz Marc, Niebieskoczarny lis, 1911
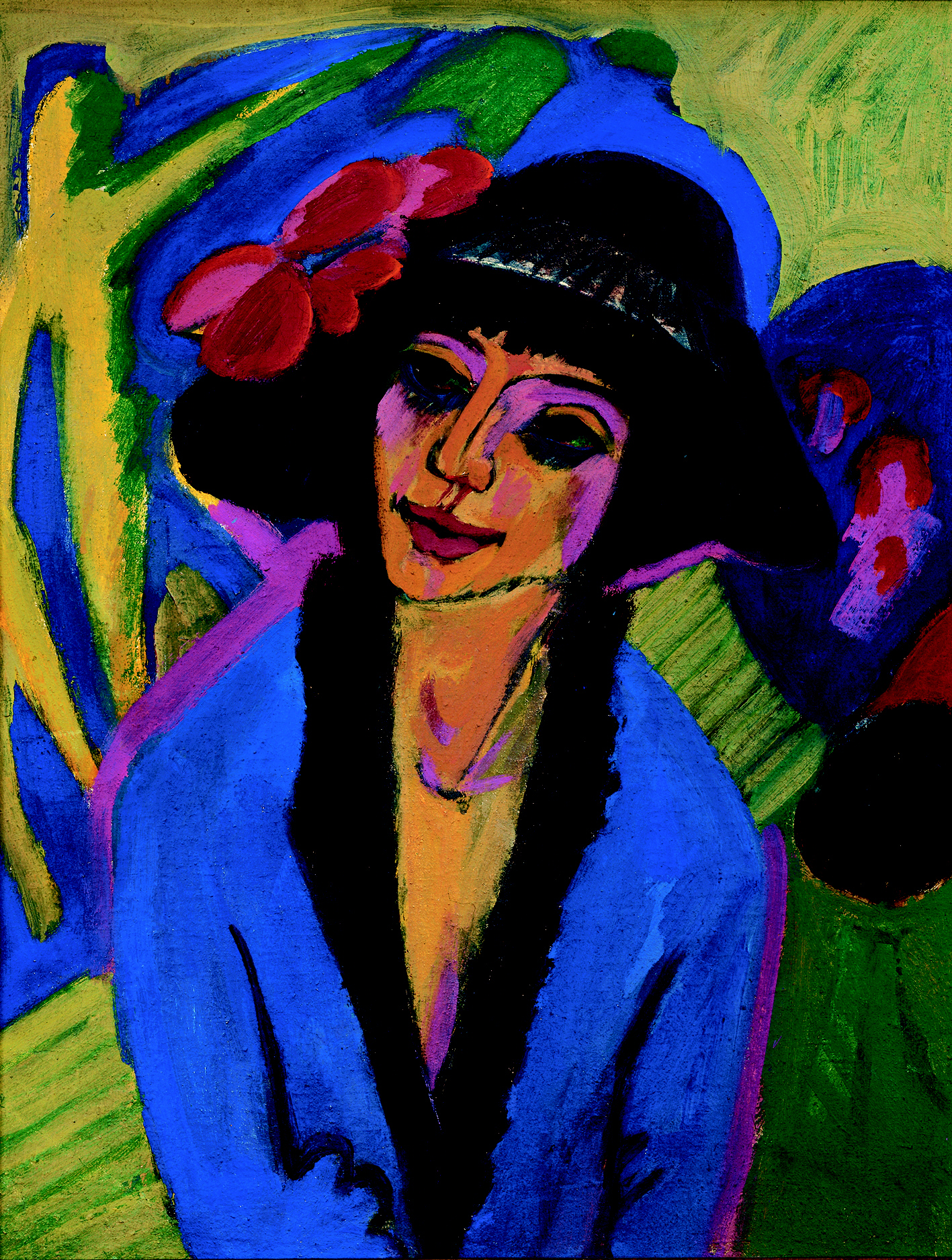
Ernst Ludwig Kirchner, Portret Gerdy, 1914
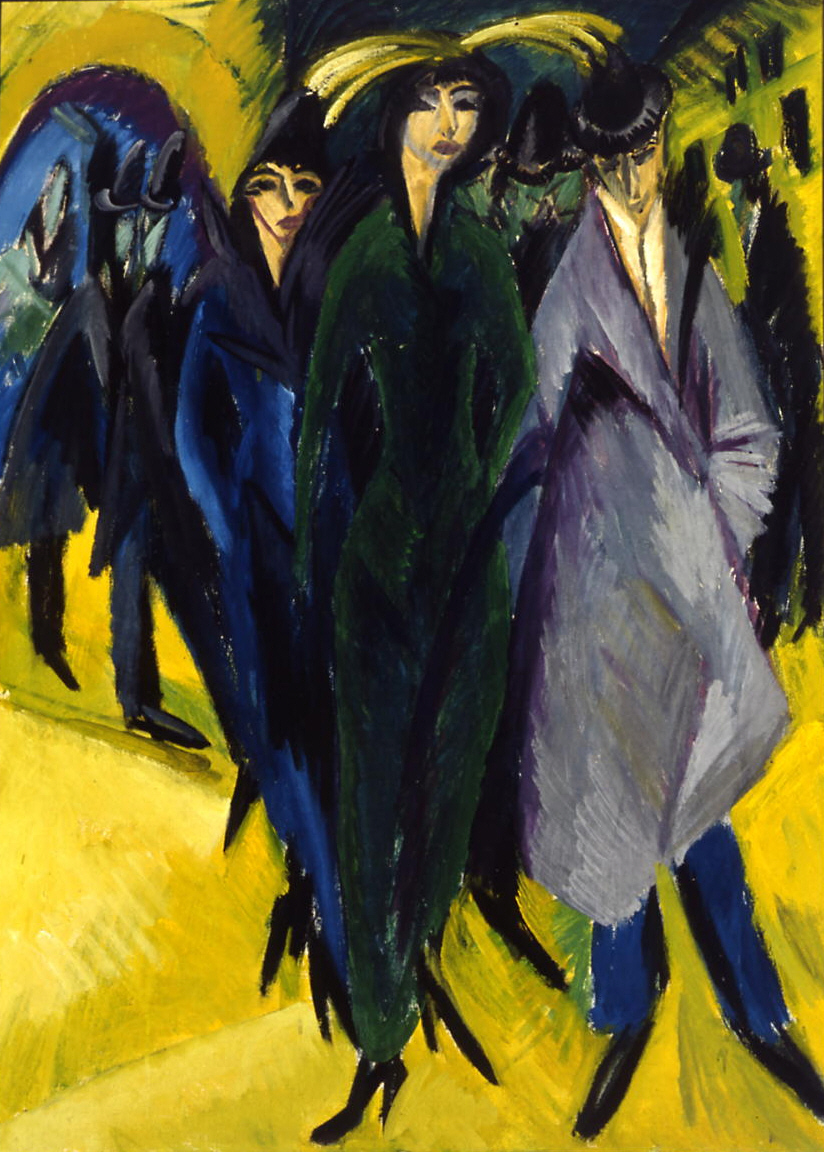
Ernst Ludwig Kirchner, Kobiety na ulicy, 1915
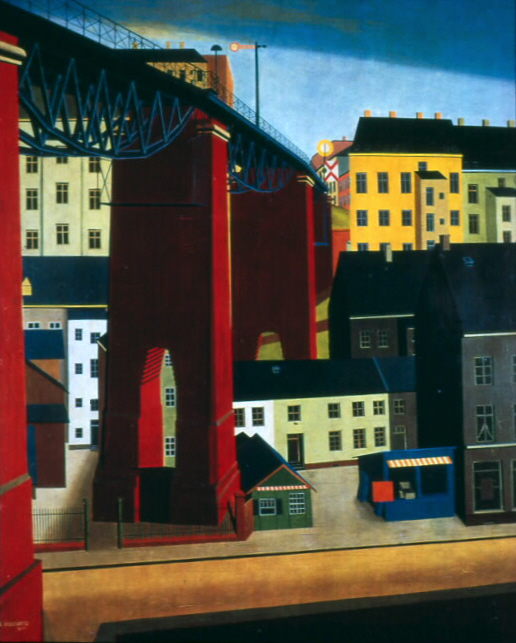
Carl Grossberg, Most nad Schwarzbachstraße, 1927